# Fruela Díaz
Fruela Díaz (fallecido en 1119), normalmente registrado en la documentación como Froila Didaz, fue uno de los más poderosos magnates leoneses durante los reinados de Alfonso VI y de su hija la reina Urraca. Miembro del linaje de los Flaínez, emparentado con Rodrigo Díaz de Vivar y con su esposa Jimena Díaz, Froila Didaz se identifica con uno de los personajes que acompañan al séquito del rey Alfonso en el Cantar de mio Cid, «el conde don Fruela».

## Orígenes familiares

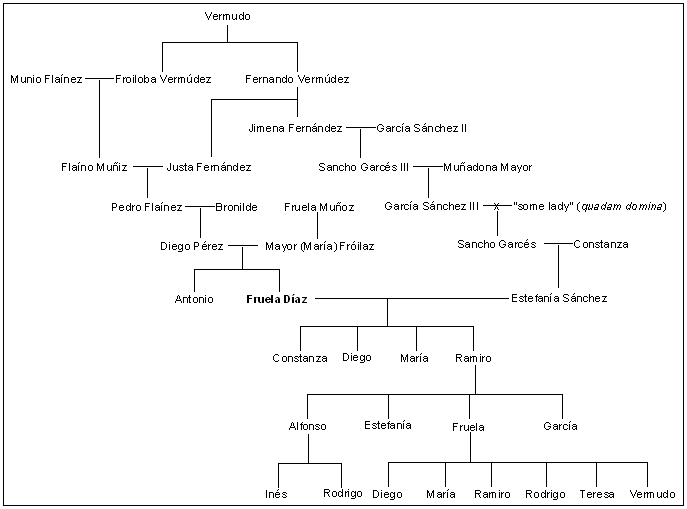
Árbol genealógico del conde Froila Díaz

El Padre Moret y después Ramón Menéndez Pidal eran de la opinión que el conde Fruela era hermano de Jimena Díaz, simplemente por la presencia del conde Fruela junto con  Rodrigo y Fernando, hermanos de Jimena, en la curia regia confirmando privilegios reales. José Pellicer afirmaba que fue hijo de Diego, hermano Pedro Ansúrez. Estos parentescos y filiaciones, sin embargo, son desmentidos por la documentación medieval asturiana y leonesa.
Fruela fue hijo de los condes Diego Pérez y su esposa Mayor Froilaz, tal como se constata en dos documentos medievales.  El primero, en la documentación de la Catedral de León con fecha 18 de diciembre de 1073, relata la donación que realizó Mayor Froilaz con sus dos hijos a la catedral del monasterio de San Pedro de Valdoré que el rey Fernando I de León había confiscado al conde Pedro Flaínez, y que después el rey Alfonso VI devolvió al marido de Mayor, Diego Pérez. El otro documento, aún más esclarecedor, se encuentra en la documentación de la Catedral de Oviedo. El 5 de abril de 1078 la condesa Mayor con sus hijos vendió una villa en Asturias llamada Ataulio en territorio de Gijón y en dicha transacción ella declara: Ego, Maior Froilaz cognomento Maria simul cum filiis meis nominatis Froila Didaz et Antonino Didaz qui sunt filios de Dedagus Petriz et neptos comite Petro Flainiz... que traducido al español quiere decir, «Yo, Mayor Froilaz, por sobrenombre María, junto con mis hijos llamados Froila Díaz y Antonino Díaz, hijos de Diego Pérez y nietos del conde Pedro Flaínez...». Como miembro del linaje de magnates de los Flaínez, Fruela era sobrino segundo del Cid así como primo segundo de Jimena Díaz, ya que los tres compartían al conde Flaín Muñoz como ancestro, aunque por parte materna, sus raíces se hundían en el reino de Asturias.

## Vida

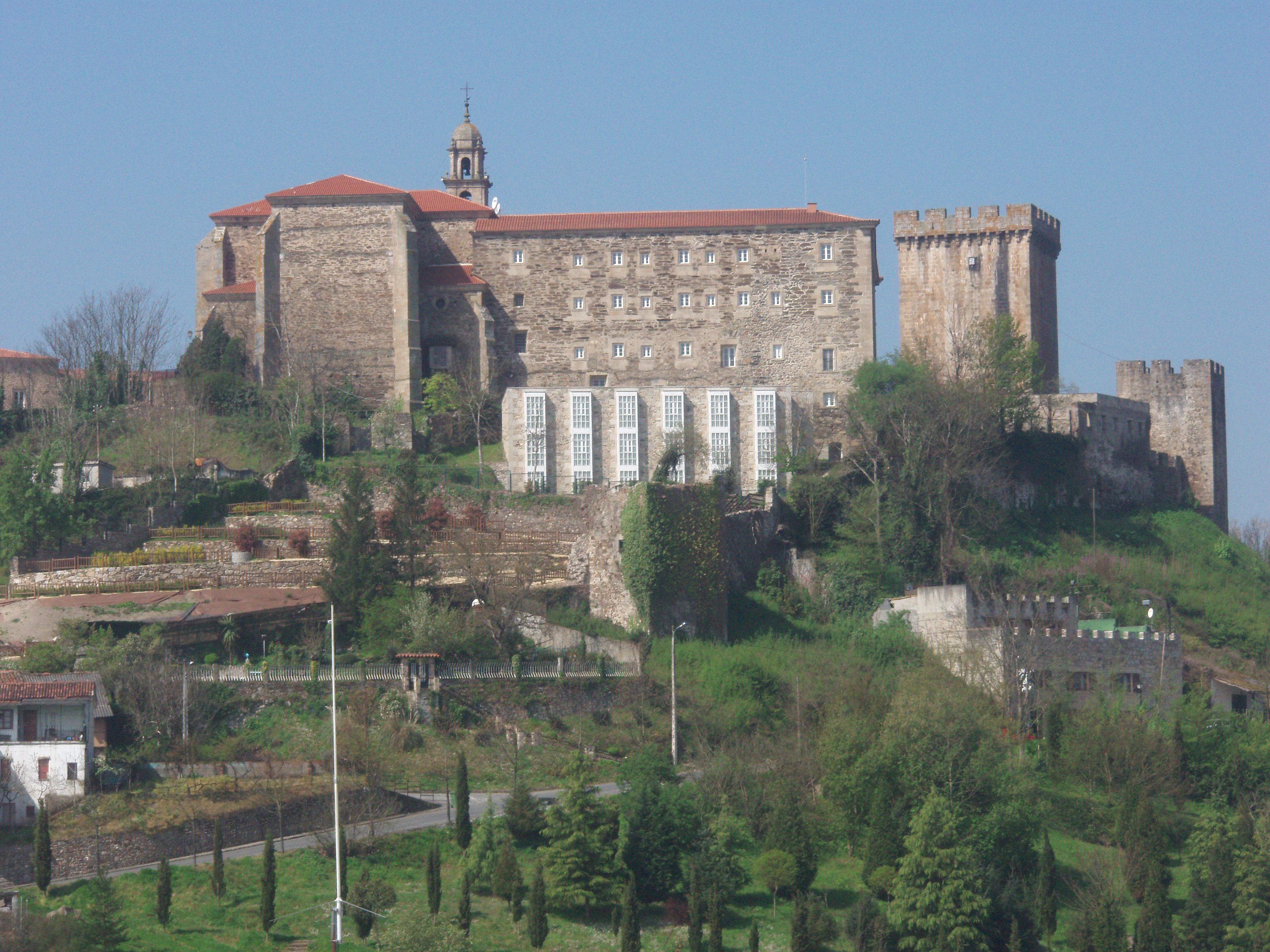
Monasterio de San Vicente del Pino. El Castro Dactonio se encontraba en el mismo lugar donde Fruela fundó Monforte de Lemos en año 1116.

Aparece por primera vez con el título de conde en 1086 y su presencia en la corte del rey Alfonso VI fue constante durante la década de 1090. En 1091 obtuvo la tenencia de Valdeorras que ejerció hasta 1106. Ejerció también la tenencia de Astorga desde 1107 hasta 1112, que volvió a ejercer en 1114 por mandato de la reina Urraca. Su presencia en Galicia se confirma entre los años 1094 y 1096 como mayordomo de Raimundo de Borgoña, cargo que ejerció posiblemente desde 1090 hasta la muerte del conde en 1107. Después sirvió a la infanta Urraca, viuda del conde Raimundo, quien se convirtió en heredera del trono a la muerte de su hermano Sancho Alfónsez en la batalla de Uclés en 1108. El conde Fruela también durante estos años y hasta 1011 fue tenente en Lemos y Sarria.
Acumuló una gran fortuna e incrementó la herencia de sus padres con varias compras, permutas y donaciones. En 1112, los condes Enrique de Borgoña y su esposa Teresa de León le donaron varias heredades en Astorga. Poseyó muchos rebaños de ganado en el alto Esla y el alto Porma. De hecho, cuando la reina Urraca le donó una enorme heredad en Ulvayo, el conde, en recompensa, le regaló un caballo que valía cinco mil sueldos, equivalente al precio de cinco mil ovejas. Todas estas transacciones aparecen en la documentación del monasterio de Santa María de Otero de las Dueñas en León que guardaba el único archivo familiar de la Alta Edad Media que ha perdurado.  A la muerte del rey Alfonso VI en Toledo en 1109 y de su primo segundo el magnate Martín Flaínez en la Batalla de Uclés en 1108, Fruela se convirtió en conde en León, Astorga, El Bierzo y Aguilar, añadiendo la tenencia de Cifuentes años más tarde en 1117.

## Fundaciones
El 10 de abril de 1104, los condes Fruela y Estefanía fundaron una población al pie del Castro Dactonio (Dactonium) en un terreno que había sido donado por el abad del monasterio de San Vicente del Pino de la orden de San Benito en territorio de Lemos. Permitió que se celebraran mercados y ferias para el abastecimiento de los habitantes. También donó tres casas a los monjes del monasterio para su mantenimiento. Esta población se convirtió después en la villa de Monforte de Lemos. La tenencia de esta nueva villa la ejercieron los condes hasta el año 1111 cuando pasó a la familia del conde Rodrigo Vélaz.
Años más tarde, el 15 de marzo de 1116, los condes, actuando junto con sus hijos, todos mencionados, donaron al abad Sancho del monasterio de Santa María de Arbas, el monte circundante para que se construyera una alberguería para los peregrinos.

## Matrimonio y descendencia

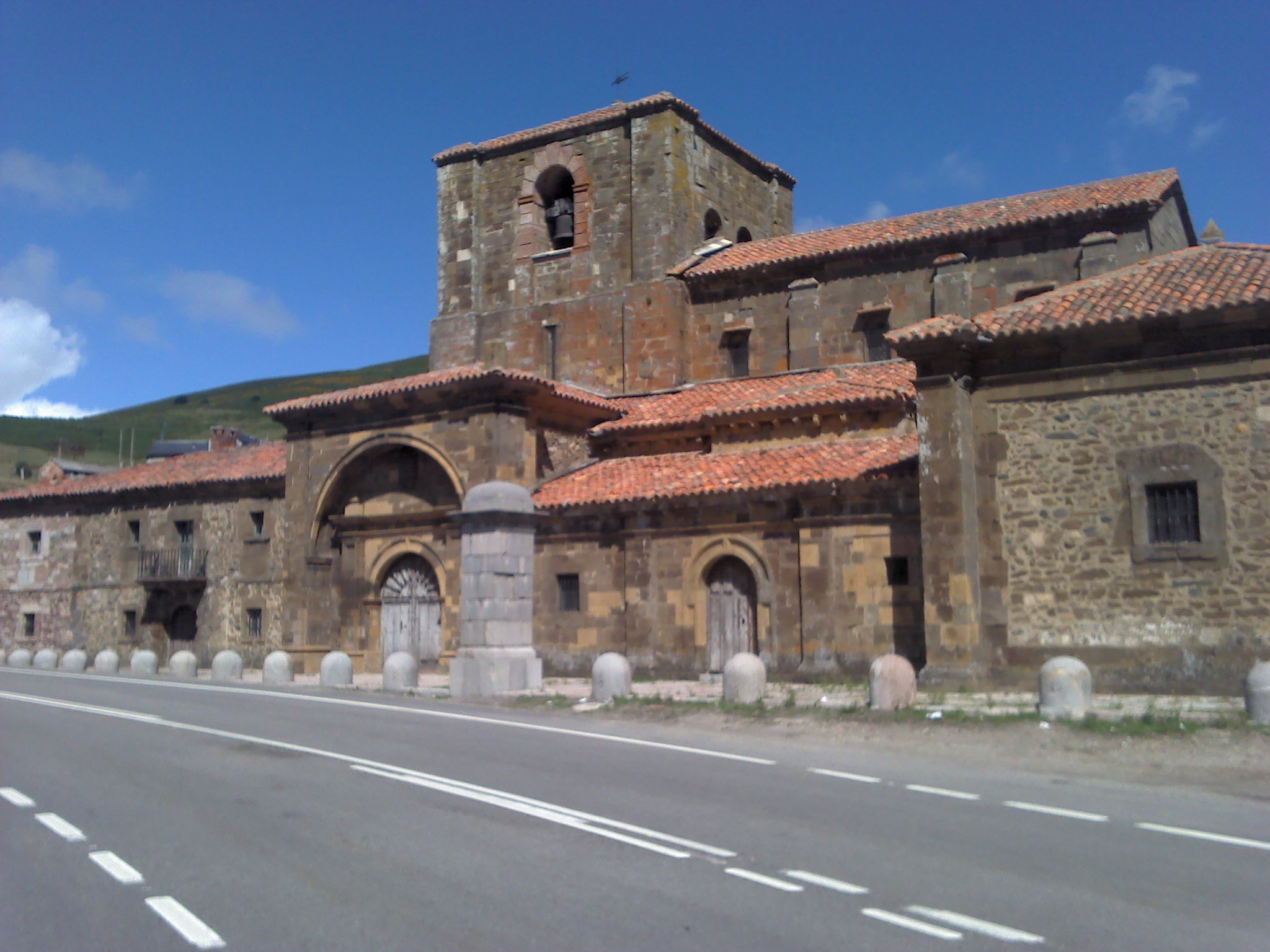
Colegiata de Santa María de Arbas, originalmente un hospital para peregrinos, fundado por los condes Fruela Díaz y Estefanía Sánchez.

El conde Fruela contrajo matrimonio con Estefanía Sánchez antes de 1089 cuando él le otorgó carta de arras. El padre de Estefanía fue Sancho Garcés, señor de Uncastillo y Sangüesa, hijo ilegítimo del rey García Sánchez III de Pamplona.  Su madre fue Constanza, quien pudo ser hija de un primer matrimonio de Estefanía, esposa legítima del padre del infante Sancho Garcés, progenitor de Estefanía Sánchez. Por lo tanto, si fuese cierto, los padres de Estefanía Sánchez eran hermanastros, aunque sin lazos de sangre. La esclarecida ascendencia de Estefanía también se confirma en una donación de un solar en Astorga el 1 de marzo de 1112 hecha por el conde de Portugal, Enrique de Borgoña, y su esposa Teresa de León quienes mencionan que ella venía ex regali sanguine et prosapia orta ('de sangre real y gran prosapia').
Los hijos del conde Fruela y de Estefanía fueron:
- Ramiro Froilaz, conde, progenitor de los señores de Cifuentes y los de Toral.
- María Froilaz. Casó dos veces, la primera con el magnate gallego Melendo Núñez con quien tuvo a Nuño Meléndez, el primer esposo de la reina Urraca López de Haro y a Mayor Meléndez. Su segundo esposo fue el conde asturiano Pedro Alfonso, padres de la condesa Elvira Pérez, primera esposa del conde Gómez González de Traba. María es mencionada en la Chronica Adefonsi Imperatoris cuando se enumeran a los nobles que acompañaron al rey Alfonso VII en la conquista de Almería, uno de ellos Pedro Alfonso, el segundo esposo de María.[18]
- Diego Froilaz, alférez real entre 1139 y 1140. Tuvo una hija, Estefanía Díaz, quien contrajo matrimonio a disgusto de su tío el conde Ramiro Froilaz quien la desposeyó por esta razón de una parte de su herencia.[19]
- Constanza Froilaz, llamada igual que su abuela materna, esposa de Sancho Sánchez, hijo del conde Sancho Pérez y de la condesa Urraca Pérez, hija del conde Pedro Ansúrez.[20]

## Muerte y sepultura
El conde Fruela aparece por última vez en la documentación en diciembre de 1118 y habrá fallecido poco después en el año 1119.
Prudencio de Sandoval afirmaba que los condes fueron enterrados en el panteón de reyes de San Isidoro de León junto con otros miembros del linaje Flaínez, diciendo que había encontrado los sepulcros de ambos.  Las inscripciones, sin embargo, eran ilegibles cuando Manuel Risco publicó España sagrada y, por lo tanto, las conclusiones de Sandoval no han podido ser confirmadas.

## Fruela en la ficción
Fruela Díaz aparece como «el conde don Fruela» en el verso 3004 del Cantar de mio Cid entre los magnates que acuden con el rey Alfonso (que correspondería a Alfonso VI de León) a las cortes convocadas en Toledo, en el mismo verso en que aparece un «conde don Beltrán», que podría ser Beltrán de Risnel, un noble que no perteneció a la schola regis de Alfonso VI sino a la de la reina Urraca. Sin embargo, el poeta épico omite o desconoce el parentesco que unía a Fruela Díaz con el Cid y con su esposa Jimena Díaz, de los que era respectivamente sobrino segundo y primo segundo. El pasaje en el que aparece reza: «Llegava el plazo, querién ir a la cort, / en los primeros va el buen rey don Alfonso, / el conde don Anrich e el conde don Remond / (aquéste fue padre del buen enperador), / el conde don Fruela e el conde don Beltrán» (vv. 3000-3004).